# (3119) Dobronravin

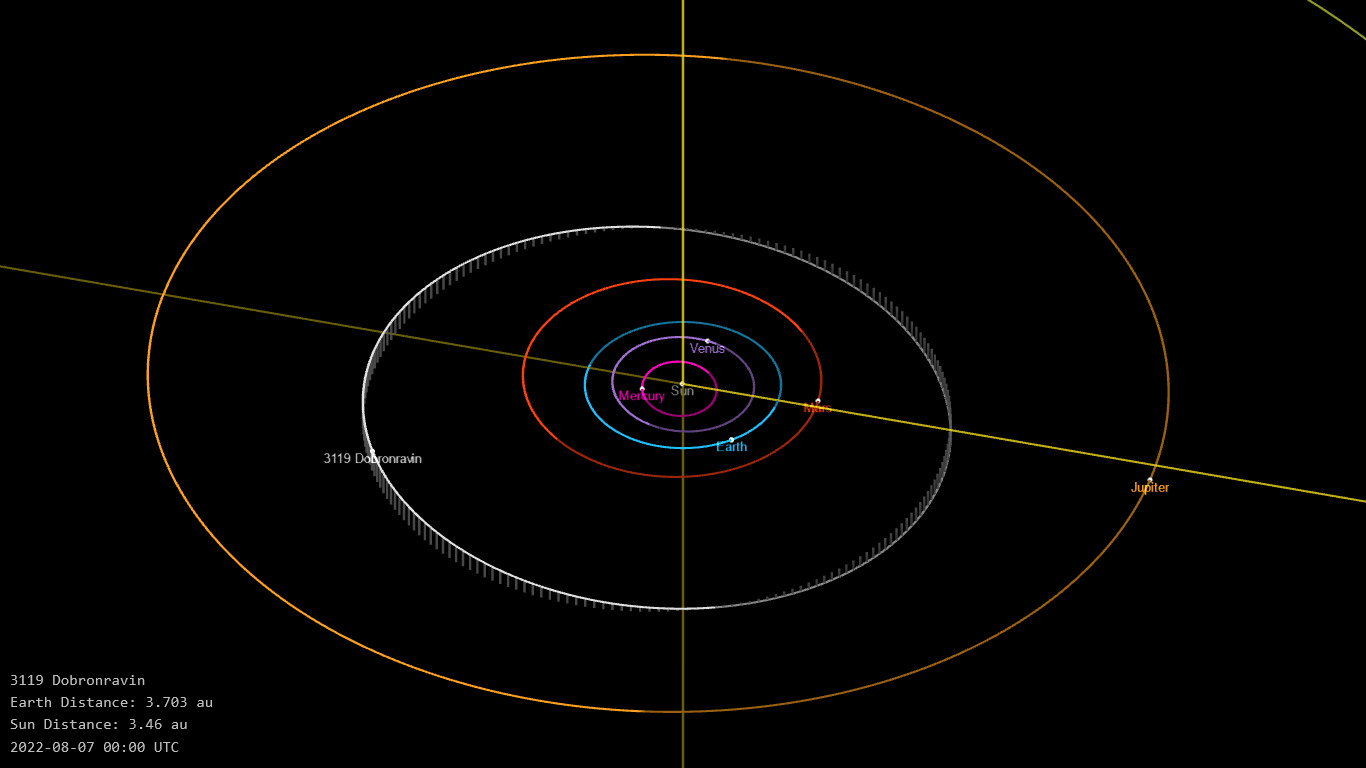

(3119) Dobronravin est un astéroïde de la ceinture principale.

## Description
(3119) Dobronravin est un astéroïde de la ceinture principale. Il fut découvert le 30 décembre 1972 à Naoutchnyï par Tamara Smirnova. Il présente une orbite caractérisée par un demi-grand axe de 3,06 UA, une excentricité de 0,20 et une inclinaison de 4,8° par rapport à l'écliptique.

## Compléments